# ジェイコムウエスト
株式会社ジェイコムウエストは、大阪府大阪市中央区に本社を置き、ケーブルテレビ（同時再放送、自主放送）と電気通信事業（インターネット接続、IP電話）を主たる業務とし、有線一般放送（ケーブルテレビ局）を運営する一般放送事業者および電気通信事業者である。JCOM株式会社（J:COM）の連結子会社であり、会社呼称は「J:COM ウエスト」である。

## 概要
株式会社ジュピターテレコムが全額出資する、関西地域の統括会社（MSO）として、1997年（平成9年）2月3日に「株式会社ジュピター関西」として設立された会社。
1999年（平成11年）1月1日に、株式会社ジュピター宝塚川西、株式会社ジュピターかわちおよび株式会社ジュピター和歌山を吸収合併し、その際に商号を「株式会社ジェイコム関西」に変更し、2008年（平成20年）1月1日にはケーブルウエスト株式会社および北摂ケーブルネット株式会社を吸収合併し、その際に商号を「株式会社ジェイコムウエスト」に変更した。
2008年（平成20年）1月の時点で総加入世帯数で約84万2,000世帯、ホームパスで約328万世帯となり日本国内最大のケーブルテレビ局となった。

## 沿革
- 1996年（平成8年）
  - 1月25日 - 株式会社ジュピター宝塚川西が設立。
  - 4月16日 - 北摂ケーブルネット株式会社が設立。
  - 6月19日 - 株式会社ジュピターりんくうが設立。
  - 7月1日 - 株式会社ジュピターかわちが設立。
  - 9月2日 - 株式会社ジュピター和歌山が設立。
- 1997年（平成9年）2月3日 - 株式会社ジュピター関西として設立。
- 1999年（平成11年）
  - 1月1日 - ジュピター関西が、ジュピター宝塚川西、ジュピターかわち、およびジュピター和歌山を吸収合併し、商号を株式会社ジェイコム関西に変更。
  - 9月1日 - ジュピターりんくうを吸収合併。
- 2001年（平成13年）1月1日 - 堺ケーブルテレビを吸収合併。
- 2002年（平成14年）
  - 1月1日 - 大阪ケーブルテレビ株式会社を吸収合併。
  - 11月1日 - 和泉シーエーティヴィ株式会社を吸収合併。
- 2004年（平成16年）8月1日 - 泉大津ケーブルテレビ株式会社を吸収合併。
- 2005年（平成17年）6月1日 -「J:COM 南大阪」を開局。
- 2008年（平成20年）
  - 1月1日 - ケーブルウエスト株式会社および北摂ケーブルネットを吸収合併し、商号を株式会社ジェイコムウエストに変更。
    - 吹田ケーブルテレビジョン株式会社、豊中・池田ケーブルネット株式会社、高槻ケーブルネットワーク株式会社、東大阪ケーブルテレビ株式会社および北河内ケーブルネット株式会社を子会社化。

  - 12月1日 - 株式会社京都ケーブルコミュニケーションズを吸収合併。
- 2009年（平成21年）5月1日 - 北河内ケーブルネット株式会社を吸収合併。
- 2013年（平成25年）1月1日 - 株式会社ケーブルネット神戸芦屋、吹田ケーブルテレビジョン株式会社、豊中・池田ケーブルネット株式会社、高槻ケーブルネットワーク株式会社および東大阪ケーブルテレビ株式会社を吸収合併[2]。
- 2019年（平成31年）2月1日 - J:COM 南大阪エリアにおいて、「J:COM NET 1Gコース」の提供開始[3]。
- 2021年（令和3年）4月1日 -「J:COM 吹田」と「J:COM 豊中・池田」の統合により「J:COM 北大阪」を開局[4]。

## 事業所
本社
- 本社（北緯34度41分7.9秒 東経135度31分3.6秒 / 北緯34.685528度 東経135.517667度座標: 北緯34度41分7.9秒 東経135度31分3.6秒 / 北緯34.685528度 東経135.517667度）
  - 大阪府大阪市中央区谷町2丁目3番12号 マルイト谷町ビル 7階

事務所
- 宝塚営業事務所（北緯34度48分15.8秒 東経135度21分40.6秒 / 北緯34.804389度 東経135.361278度）
  - 兵庫県宝塚市小浜3丁目6番26号
- 八尾営業事務所（北緯34度35分46.1秒 東経135度34分51.6秒 / 北緯34.596139度 東経135.581000度）
  - 大阪府八尾市若林町1丁目87番地 クロスティ八尾南壱番館
- 和歌山営業事務所（北緯34度14分2.1秒 東経135度11分51.1秒 / 北緯34.233917度 東経135.197528度）
  - 和歌山県和歌山市黒田39番地 アズマハウス黒田ビル 2階
- 泉佐野営業事務所（北緯34度24分40.7秒 東経135度17分59.5秒 / 北緯34.411306度 東経135.299861度）
  - 大阪府泉佐野市りんくう往来北1番地 りんくうゲートタワービル 12階
- 堺営業事務所（北緯34度33分40.5秒 東経135度30分40.7秒 / 北緯34.561250度 東経135.511306度）
  - 大阪府堺市北区長曽根町3074番地の1
- 天王寺営業事務所（北緯34度39分0.6秒 東経135度31分6.2秒 / 北緯34.650167度 東経135.518389度）
  - 大阪府大阪市天王寺区北河堀町1番21号 北河堀ビル 3階
- 箕面営業事務所（北緯34度50分12.6秒 東経135度30分27.4秒 / 北緯34.836833度 東経135.507611度）
  - 大阪府箕面市粟生新家2丁目2番38号
- 大阪セントラル営業事務所（北緯34度41分25.2秒 東経135度31分6.2秒 / 北緯34.690333度 東経135.518389度）
  - 大阪府大阪市中央区大手前1丁目7番31号 OMMビル 14階
- 京都営業事務所（北緯34度59分17.3秒 東経135度45分20.6秒 / 北緯34.988139度 東経135.755722度）
  - 京都府京都市下京区木津屋橋通西洞院東入る東塩小路町606番地 三旺京都駅前ビル3階
- 四條畷営業事務所（北緯34度44分41.6秒 東経135度38分41.5秒 / 北緯34.744889度 東経135.644861度）
  - 大阪府四條畷市岡山東1丁目2番8号
- 吹田営業事務所（北緯34度45分36.6秒 東経135度29分48.3秒 / 北緯34.760167度 東経135.496750度）
  - 大阪府吹田市豊津町1番21号 エサカ中央ビル 3階
- 豊中営業事務所（北緯34度47分3秒 東経135度27分50.1秒 / 北緯34.78417度 東経135.463917度）
  - 大阪府豊中市岡上の町2丁目1番8号 とよなかハートパレット 2階
- 高槻営業事務所（北緯34度50分52.6秒 東経135度37分3.7秒 / 北緯34.847944度 東経135.617694度）
  - 大阪府高槻市上田辺町18番1号
- 東大阪営業事務所（北緯34度40分42.1秒 東経135度35分29.1秒 / 北緯34.678361度 東経135.591417度）
  - 大阪府東大阪市長田中1丁目4番14号
- 神戸芦屋営業事務所（北緯34度43分27.3秒 東経135度16分54.3秒 / 北緯34.724250度 東経135.281750度）
  - 兵庫県神戸市東灘区本山南町8丁目6番26号 東神戸センタービル 9階
- 神戸三木営業事務所（北緯34度39分41.3秒 東経135度8分35秒 / 北緯34.661472度 東経135.14306度）
  - 兵庫県神戸市長田区御屋敷通3丁目1番56号

## 提供区域内自治体

### J:COM 宝塚・川西
- 兵庫県
  - 宝塚市、川西市、三田市
  - 川辺郡
    - 猪名川町

### J:COM かわち
- 大阪府
  - 松原市、藤井寺市、八尾市、柏原市、羽曳野市

### J:COM 和歌山
- 和歌山県
  - 和歌山市、海南市、紀の川市、岩出市

### J:COM りんくう
- 大阪府
  - 貝塚市、泉佐野市、泉南市、阪南市
  - 泉南郡
    - 熊取町、田尻町、岬町

### J:COM 堺
- 大阪府
  - 堺市

### J:COM 大阪
- 大阪府
  - 大阪市
    - 阿倍野区、住吉区、東住吉区、生野区、平野区、天王寺区

### J:COM 和泉・泉大津
- 大阪府
  - 和泉市、泉大津市

### J:COM 南大阪
- 大阪府
  - 大阪狭山市、河内長野市、富田林市

### J:COM 北摂
- 大阪府
  - 箕面市、茨木市、摂津市

### J:COM 大阪セントラル
- 大阪府
  - 大阪市
    - 淀川区、東淀川区、北区、都島区、旭区、中央区、城東区、鶴見区、東成区

### J:COM 京都みやびじょん
- 京都府
  - 京都市
    - 北区、上京区、左京区、中京区、東山区、下京区、南区、右京区、伏見区、山科区、西京区

  - 長岡京市、向日市
  - 乙訓郡
    - 大山崎町

### J:COM 北河内
- 大阪府
  - 四條畷市、守口市、門真市、大東市、交野市、寝屋川市

### J:COM 北大阪
- 大阪府
  - 吹田市、豊中市、池田市

### J:COM 高槻
- 大阪府
  - 高槻市
  - 三島郡
    - 島本町

### J:COM 東大阪
- 大阪府
  - 東大阪市

### J:COM 神戸・芦屋
- 兵庫県
  - 神戸市東灘区、灘区、中央区、兵庫区、北区
  - 芦屋市

### J:COM 神戸・三木
- 兵庫県
  - 神戸市
    - 長田区、須磨区、垂水区、西区

  - 三木市

## 業務内容
- 2019年（平成31年）1月1日現在。

統一サービス
1. J:COM TV（テレビ放送サービス[注 1]）
  1. 双方向機能（STBインターネット接続サービス）
  2. インタラクTV（STBテレビ向け情報サービス）
  3. ナビシェル（STB向けご案内画面サービス）
  4. J:COMオンデマンド（VODサービス）
  5. リモート録画予約（番組録画予約）
  6. ジェイコム マガジン（番組ガイド誌）
  7. J:COMチャンネル（第一コミュニティチャンネル）
  8. J:COMテレビ（第二コミュニティチャンネル）
2. J:COM NET（インターネット接続サービス）
  1. ZAQ（インターネットサービスプロバイダ）
  2. J:COM WiMAX 2+（4G（WiMAX）サービス[注 2]）
3. J:COM PHONE（固定電話（CATV電話）サービス）
  1. J:COM PHONE プラス（VoIP方式（プライマリ電話）サービス）[注 3]）
4. J:COM 電力
5. J:COM MOBILE（4G（LTE）サービス[注 4]）

付加サービス
- J:COM 緊急地震速報

### J:COM TV

#### 地上デジタル放送・FMラジオ
- J:COM 宝塚・川西

- J:COM かわち

- J:COM 和歌山

- J:COM りんくう

- J:COM 堺

- J:COM 大阪

- J:COM 和泉・泉大津

- J:COM 南大阪

- J:COM 北摂

- J:COM 大阪セントラル

- J:COM 京都みやびじょん

- J:COM 北河内

- J:COM 北大阪

- J:COM 高槻

- J:COM 東大阪

- J:COM 神戸・芦屋

- J:COM 神戸・三木

## コミュニティチャンネル
- J:COM 宝塚・川西

- J:COM かわち

- J:COM 和歌山

- J:COM りんくう

- J:COM 堺

- J:COM 大阪

- J:COM 和泉・泉大津

- J:COM 南大阪

- J:COM 北摂

- J:COM 大阪セントラル

- J:COM 京都みやびじょん

- J:COM 北河内

- J:COM 北大阪

- J:COM 高槻

- J:COM 東大阪

- J:COM 神戸・芦屋

- J:COM 神戸・三木